# Hespererato columbella
Hespererato columbella is een slakkensoort uit de familie van de Eratoidae. De wetenschappelijke naam van de soort is voor het eerst geldig gepubliceerd in 1847 door Menke.